# Reciprocitetsprincipen
Reciprocitetsprincipen är ett sociologiskt begrepp som berör en norm och förväntan som för det mesta föreligger vid socialt handlande, och som andra normer ofta i sin tur bygger på. 
Reciprocitetsprincipen går ut på att om någon gör något mot dig, finns en förväntan eller tillåtelse att göra detsamma tillbaka, respektive att om du gör något mot någon, kan du förvänta dig eller vara beredd på att den andre anser sig vara berättigad att göra detsamma mot dig. 
Reciprocitet handlar om att besvara en positiv handling med en positiv, och en negativ handling med en negativ. Positiva reciproka handlingar skiljer sig från altruistiska genom att de endast följer av andra positiva handlingar, och från givande av sociala gåvor genom att det inte görs på grund av någon förväntan om framtida positiva gensvar.
Reciprocitetsprincipen kan sägas ligga bakom den inom olika religioner ofta förekommande gyllene regeln. Reciprocitetsprincipen är dock ett vidare begrepp för att beskriva normer och förväntningar på olika nivåer, vid samtal såväl som abstraktare interaktion mellan människor, och är heller inte ett normerande begrepp. Det beskriver bara formen en norm eller förväntan kan ha, det säger inte att det är något man bör leva efter. Däremot kan det i vissa situationer vara bra att känna till att det är svårt att bli emotsagd om man kräver att andra ska kunna göra samma saker mot en som de kräver av en själv att göra. 